# نورج (کشتی هوایی)

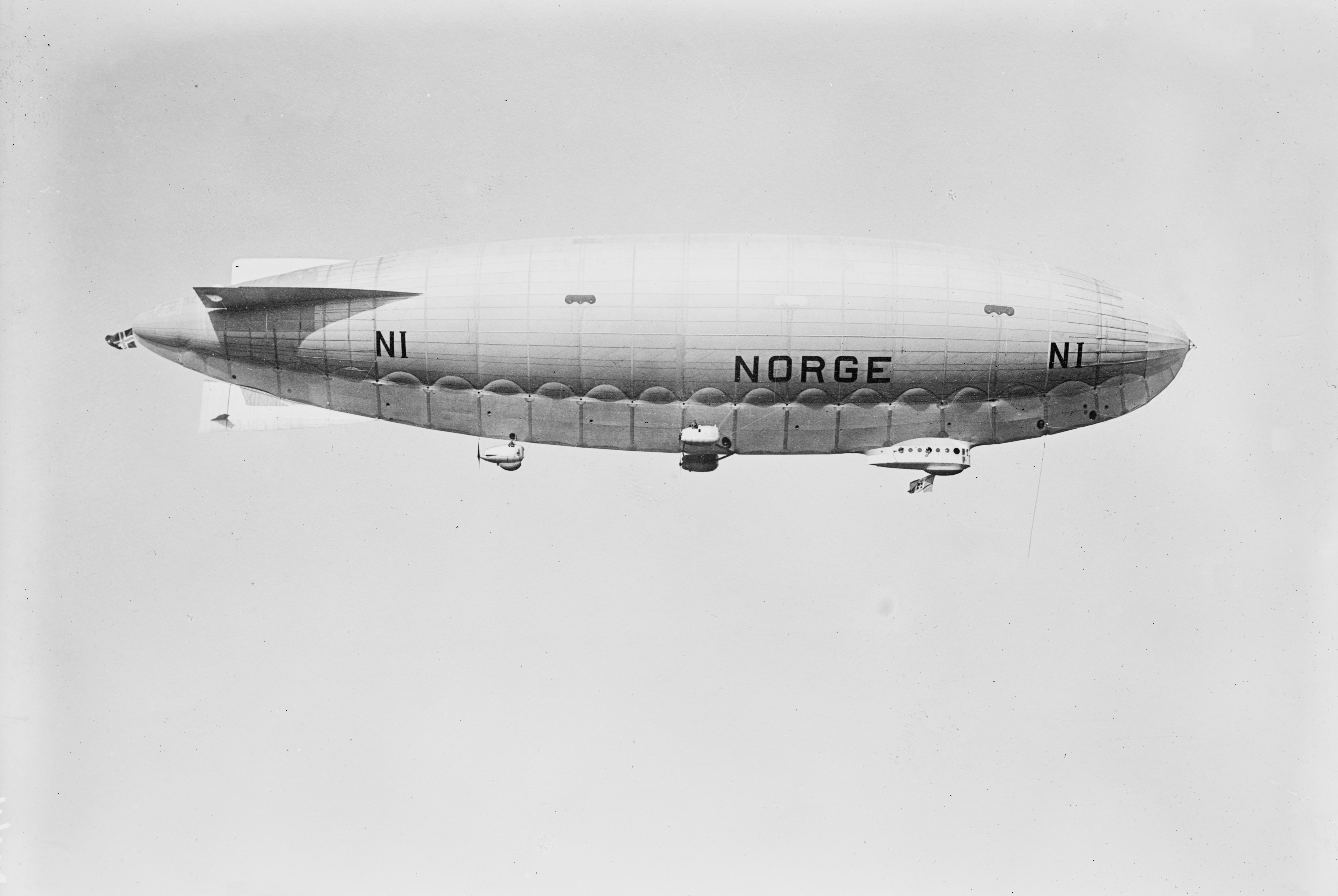
کشتی هوایی نورج در پروازی به سال ۱۹۲۶

نورج (انگلیسی: Norge) یک کشتی هوایی بود که به منظور سفر و کاوش بر فراز قطب شمال جغرافیایی طراحی و ساخته شد. این کشتی هوایی، نخستین سفر تایید‌شده بر فراز نقطهٔ مرکزی قطب شمال را انجام داده است.